# Rhynchostegiella assamica
Rhynchostegiella assamica là một loài rêu trong họ Brachytheciaceae. Loài này được Cardot & Dixon mô tả khoa học đầu tiên năm 1914.